# Måløy
Måløy är  en tätort och stad som är en av de två centralorterna i Kinns kommun i Vestland fylke i västra Norge. Orten som har 3 303 invånare (1 januari 2022) har haft stadsstatus sedan 1997. Måløy har en av Norges främsta fiskehamnar.
Under andra världskriget genomförde brittiska SOE med norskt deltagande av soldater i kompani Linge den 26 till 28 december 1941 en commandräd, Måløyraidet (engelska: Operation Archery), i Måløy och på ön Vågsøy.

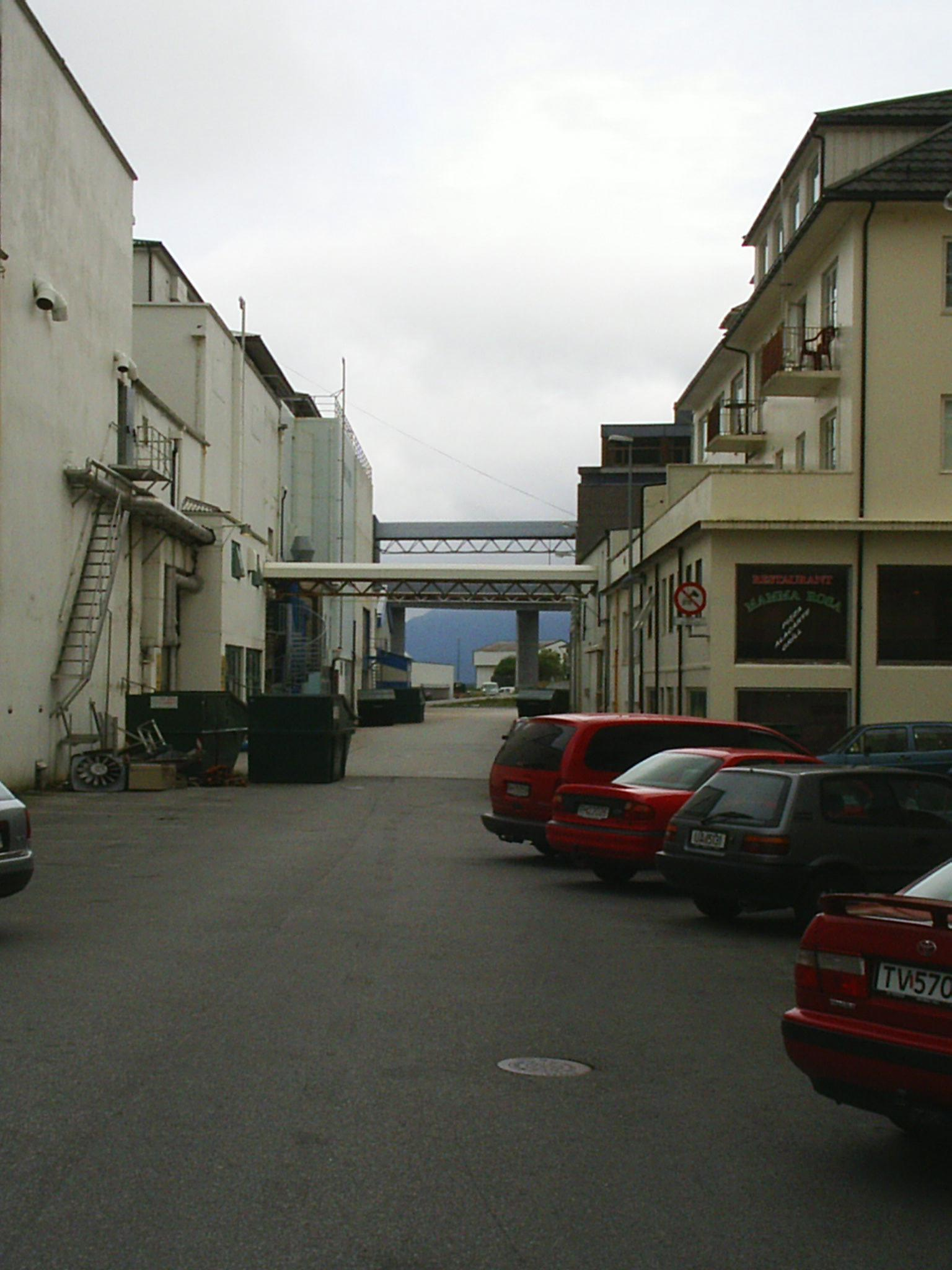
Hamnbyggnader i Måløy.